# Alemania Federal en la Eurocopa 1972
La Selección de fútbol de Alemania Federal fue uno de los 4 equipos participantes en la Eurocopa 1972, que se llevó a cabo entre el 18 de junio y el 18 de junio de 1972 en Bélgica.
Fue la primera participación de Alemania. También significó su primer Campeonato de Europa obtenido tras eliminar a la anfitriona Bélgica 2:1 en semifinales, gracias a un doblete de Gerd Müller. Posteriormente venció 3:0 a la Unión Soviética en la final con dos anotaciones de Gerd Müller y una de Herbert Wimmer.

## Clasificación
| Equipo           | Pts | PJ | PG | PE | PP | GF | GC | Dif |
| ---------------- | --- | -- | -- | -- | -- | -- | -- | --- |
| Alemania Federal | 10  | 6  | 4  | 2  | 0  | 10 | 2  | 8   |
| Polonia          | 6   | 6  | 2  | 2  | 2  | 10 | 6  | 4   |
| Turquía          | 5   | 6  | 2  | 1  | 3  | 5  | 13 | -8  |
| Albania          | 3   | 6  | 1  | 1  | 4  | 5  | 9  | -4  |

| Fecha                   | Lugar    |                  |                     | Resultado |                     |                  |
| ----------------------- | -------- | ---------------- | ------------------- | --------- | ------------------- | ---------------- |
| 17 de octubre de 1970   | Colonia  | Alemania Federal | Bandera de Alemania | 1:1 (1:1) | Bandera de Turquía  | Turquía          |
| 17 de febrero de 1971   | Tirana   | Albania          | Bandera de Albania  | 0:1 (0:1) | Bandera de Alemania | Alemania Federal |
| 25 de abril de 1971     | Estambul | Turquía          | Bandera de Turquía  | 0:3 (0:1) | Bandera de Alemania | Alemania Federal |
| 12 de junio de 1971     | Colonia  | Alemania Federal | Bandera de Alemania | 2:0 (2:0) | Bandera de Albania  | Albania          |
| 10 de octubre de 1971   | Varsovia | Polonia          | Bandera de Polonia  | 1:3 (1:1) | Bandera de Alemania | Alemania Federal |
| 17 de noviembre de 1971 | Hamburgo | Alemania Federal | Bandera de Alemania | 0:0       | Bandera de Polonia  | Polonia          |

### Cuartos de final
| 29 de abril de 1972, 19:45 | Inglaterra | 1:3 (0:1) | Alemania Federal                            | Estadio de Wembley, Londres                                |                                                            |
|                            | Lee 78'    | Reporte   | Hoeneß 26' · Netzer 85' (pen.) · Müller 88' | Asistencia: 100 000 espectadores Árbitro(s): Robert Helies | Asistencia: 100 000 espectadores Árbitro(s): Robert Helies |

| 13 de mayo de 1972, 16:00 | Alemania Federal | 0:0     | Inglaterra | Estadio Olímpico de Berlín, Berlín Occidental                  |                                                                |
|                           |                  | Reporte |            | Asistencia: 84 000 espectadores Árbitro(s): Alastair Mackenzie | Asistencia: 84 000 espectadores Árbitro(s): Alastair Mackenzie |

## Jugadores
| #  | Nombre                   | Posición       | Edad | Club                     |
| -- | ------------------------ | -------------- | ---- | ------------------------ |
| 1  | Sepp Maier               | Portero        | 28   | Bayern Múnich            |
| 2  | Horst-Dieter Höttges     | Defensa        | 28   | Werder Bremen            |
| 3  | Paul Breitner            | Defensa        | 20   | Bayern Múnich            |
| 4  | Hans-Georg Schwarzenbeck | Defensa        | 24   | Bayern Múnich            |
| 5  | Franz Beckenbauer        | Defensa        | 26   | Bayern Múnich            |
| 6  | Herbert Wimmer           | Delantero      | 27   | Borussia Mönchengladbach |
| 7  | Jürgen Grabowski         | Centrocampista | 27   | Eintracht Fráncfort      |
| 8  | Uli Hoeneß               | Centrocampista | 20   | Bayern Múnich            |
| 9  | Jupp Heynckes            | Delantero      | 27   | Borussia Mönchengladbach |
| 10 | Günter Netzer            | Centrocampista | 27   | Borussia Mönchengladbach |
| 11 | Erwin Kremers            | Delantero      | 23   | Schalke 04               |
| 13 | Gerd Müller              | Delantero      | 26   | Bayern Múnich            |
| 14 | Berti Vogts              | Defensa        | 25   | Borussia Mönchengladbach |
| 15 | Rainer Bonhof            | Centrocampista | 20   | Borussia Mönchengladbach |
| 16 | Michael Bella            | Defensa        | 26   | MSV Duisburgo            |
| 17 | Johannes Löhr            | Delantero      | 29   | Colonia                  |
| 18 | Horst Köppel             | Centrocampista | 24   | VfB Stuttgart            |
| 22 | Wolfgang Kleff           | Portero        | 25   | Borussia Mönchengladbach |
| DT | Helmut Schön             |                |      |                          |

## Participación

### Semifinal
| 14 de junio de 1972, 20:00 | Alemania Federal | 2:1 (1:0) | Bélgica       | Bosuilstadion, Amberes                                        |                                                               |
|                            | Müller 24' 71'   |           | Polleunis 83' | Asistencia: 55 600 espectadores Árbitro(s): William J. Mullan | Asistencia: 55 600 espectadores Árbitro(s): William J. Mullan |

### Final
| 18 de junio de 1972, 16:00 | Unión Soviética | 0:3 (0:1) | Alemania Federal            | Heysel Stadium, Bruselas                                        |                                                                 |
|                            |                 |           | Müller 28' 57' · Wimmer 52' | Asistencia: 43 100 espectadores Árbitro(s): Ferdinand Marschall | Asistencia: 43 100 espectadores Árbitro(s): Ferdinand Marschall |

| Bandera de Alemania      |
| Campeón Alemania Federal |
| Primer título            |

## Estadísticas

### Tabla estadística
| Equipo | Equipo           | Pts | PJ | PG | PE | PP | GF | GC | Dif | Rend |
| 1      | Alemania Federal | 4   | 2  | 2  | 0  | 0  | 5  | 1  | 4   | 100% |
| ------ | ---------------- | --- | -- | -- | -- | -- | -- | -- | --- | ---- |
| 2      | Unión Soviética  | 2   | 2  | 1  | 0  | 1  | 1  | 3  | -2  | 50%  |
| 3      | Bélgica          | 2   | 2  | 1  | 0  | 1  | 2  | 2  | 0   | 50%  |
| 4      | Hungría          | 0   | 2  | 0  | 0  | 2  | 2  | 4  | -2  | 0%   |

### Goleadores
| Jugador        | Goles | PJ | Minuto |
| Gerd Müller    | 4     | 2  | 180    |
| -------------- | ----- | -- | ------ |
| Herbert Wimmer | 1     | 2  | 180    |